# Restio tuberculatus
Restio tuberculatus är en gräsväxtart som beskrevs av Neville Stuart Pillans. Restio tuberculatus ingår i släktet Restio och familjen Restionaceae. Inga underarter finns listade i Catalogue of Life.